# Salsa di soia
La salsa di soia (in cinese 醬油T, 酱油S, jiàng yóuP, in coreano 간장?, ganjangLR, kanjangMR, in giapponese: 醤油?, shōyu) è una salsa fermentata ottenuta dalla soia (19%), grano tostato (15,99%), acqua (53%), sale (12%) e Aspergillus sp. (<0,01%).
Originaria della Cina, la salsa di soia è un comune ingrediente della cucina dell'Asia orientale e sud-orientale. Talvolta è utilizzata in alcune applicazioni di cucina occidentale, ad esempio come ingrediente dell'inglese salsa Worcester.
Tra le qualità nutritive della salsa spiccano un contenuto di antiossidanti 10 volte maggiore rispetto a quello del vino rosso e proprietà digestive. Di contro, il contenuto in sale non ne rende consigliabile l'uso in diete povere di sodio.

## Storia
La salsa di soia nasce originariamente in Cina, dove le salse fermentate sono note fin dall'antichità (dinastia Zhou). La data esatta in cui comparve per prima volta è sconosciuta, ma l'origine della salsa viene fatta risalire durante la dinastia Han occidentale.
Fu introdotta per la prima volta in Giappone alla fine del VII secolo ad opera dei monaci buddhisti, che utilizzavano la salsa di soia per conferire ai cibi un certo aroma di carne, considerando che la carne e il pesce sono vietati dai precetti buddhisti.
Secondo alcuni autori, la salsa di soia venne esportata per la prima volta in Europa dagli olandesi al servizio della corte di Luigi XIV.

## Produzione e caratteristiche

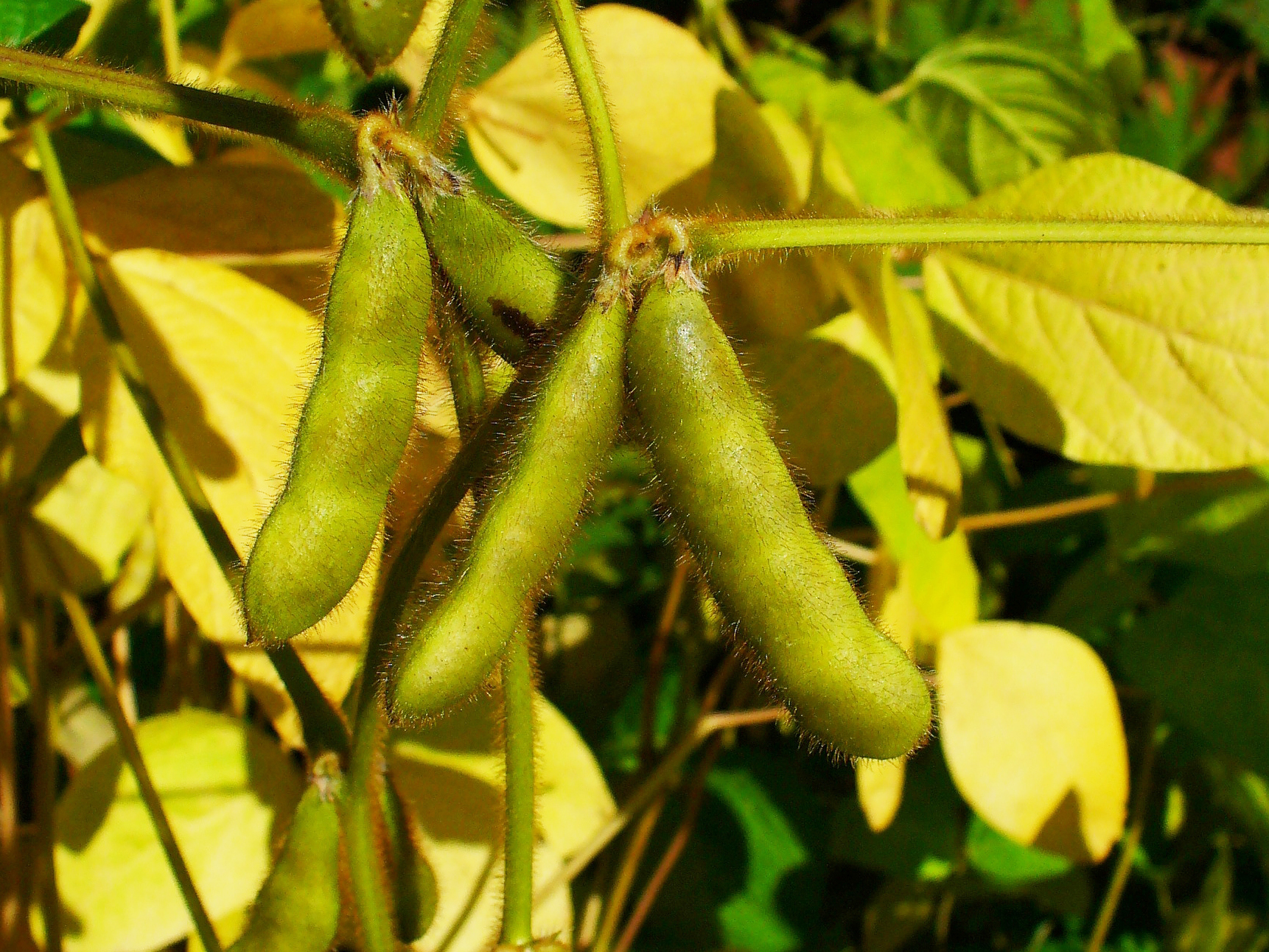
Fave di soia

Schematizzando, la salsa viene preparata seguendo queste fasi:
1. I fagioli di soia sgrassati vengono lavati e cotti al vapore
2. Il grano viene tostato e schiacciato
3. Vengono mescolati soia, grano e koji
4. Aggiunta di sale e fermentazione per 8/12 mesi
5. Spremitura e pastorizzazione

La farina ottenuta dalla soia cotta a vapore viene mescolata con il frumento tostato a secco e successivamente sbriciolato. Raggiunto un livello di temperatura ottimale, si procede all'inoculazione dell'Aspergillus oryzae (kōji) e si aggiunge sale. La durata della fermentazione dipende dalla tecnica utilizzata per la produzione della salsa di soia: il metodo tradizionale dei contenitori in legno prevede 72 ore di fermentazione (riducibili a 48 ore controllando la temperatura con precisione), mentre utilizzando i serbatoi industriali si adottano tempi di fermentazione di 8/12 mesi. Durante questo periodo di tempo le proteasi del koji decompongono le proteine della soia. Con la spremitura del fermentato, eliminando i residui, si ricava la salsa di soia grezza; dopo pastorizzazione è possibile ottenere il prodotto finale.
Le salse di soia originali sono fermentate con il kōji, i funghi Aspergillus oryzae o Aspergillus sojae, e altri microrganismi simili. Le salse autentiche sono prodotte con soia intera, ma molti principali produttori utilizzano piuttosto proteine di soia idrolizzate. Queste ultime non possiedono la colorazione originale caratteristica delle salse ottenute da soia intera e vengono comunemente addizionate col colorante caramello; hanno inoltre un costo inferiore.
Virtualmente tutte le salse di soia contengono dell'alcool addizionato durante l'imbottigliamento, che agisce da conservante che protegge dal deterioramento. Le salse di soia vanno conservate in frigorifero e al riparo dalla luce diretta. Le bottiglie di salsa aperte che non vengono conservate in luogo refrigerato tendono ad assumere sapore leggermente amaro.
Sebbene esistano molti tipi di salsa di soia, tutte consistono in un liquido di colore brunastro e dal gusto terroso e salato utilizzato come condimento direttamente sul cibo in cottura o servito a parte per essere aggiunto sul cibo già cotto. Il tipico gusto della salsa di soia viene definito in lingua giapponese "umami" ed è in parte dovuto al contenuto naturale di glutammato monosodico.
Così come altri derivati della soia quali il miso, il latte di soia e il tofu, la salsa di soia si può preparare anche in ambito casalingo ed è possibile ottenere anche salse più elaborate (come ad esempio la salsa di soia all'aceto).

## Tipi di salsa

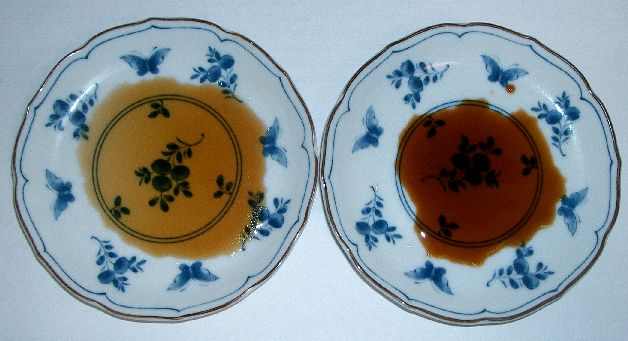
Salsa di soia leggera (a sinistra) e salsa di soia più densa (a destra)

La salsa di soia è un condimento comune e particolarmente importante in cucine quali quella cinese, giapponese, filippina, coreana e indiana. Sebbene tutte le salse in questione siano di aspetto simile, in relazione al particolare luogo di produzione tendono ad essere preparate conferendo loro gusto, consistenza e fragranza differenti.

### Salsa cinese
- Salsa di soia leggera o fresca (生抽S, shēng chōuP o 醬清S, jiàng qīngP). Meno densa, viene principalmente utilizzata come condimento da aggiungere a piatti già cucinati. Possiede colorazione meno marcata, è più salata e saporita.
- Salsa di soia scura (蔭油S, yìn yóuP). La colorazione più scura è dovuta a un invecchiamento più prolungato e all'aggiunta di melassa. Viene principalmente aggiunta ai cibi in cottura, è leggermente più dolce e meno salata della salsa leggera.

### Salsa indonesiana
In Indonesia la salsa di soia è nota col nome di kecap, termine utilizzato per indicare salse fermentate. Si crede che la parola inglese "ketchup" derivi da tale termine.
- Kecap asin. Salsa di soia salata molto simile alla salsa leggera cinese, a differenza della quale è più densa e possiede aroma più forte.
- Kecap manis. Salsa di soia dolce, di consistenza sciropposa con aroma simile alla melassa per l'aggiunta di zucchero di palma.

### Salsa filippina
Nelle Filippine la salsa di soia viene chiamata toyò. Oltre alla soia, al grano, e al sale, viene usato anche il caramello per conferire colore. È meno densa e dal gusto più salato rispetto alle salse del sudest asiatico, risultando più simile alla varietà giapponese. Essa, oltre a essere utilizzata come ingrediente e condimento da tavola, viene usata pure per la marinatura. È uno degli ingredienti principali dell'adobo filippino, uno dei più noti piatti della cucina filippina.

### Salsa giapponese

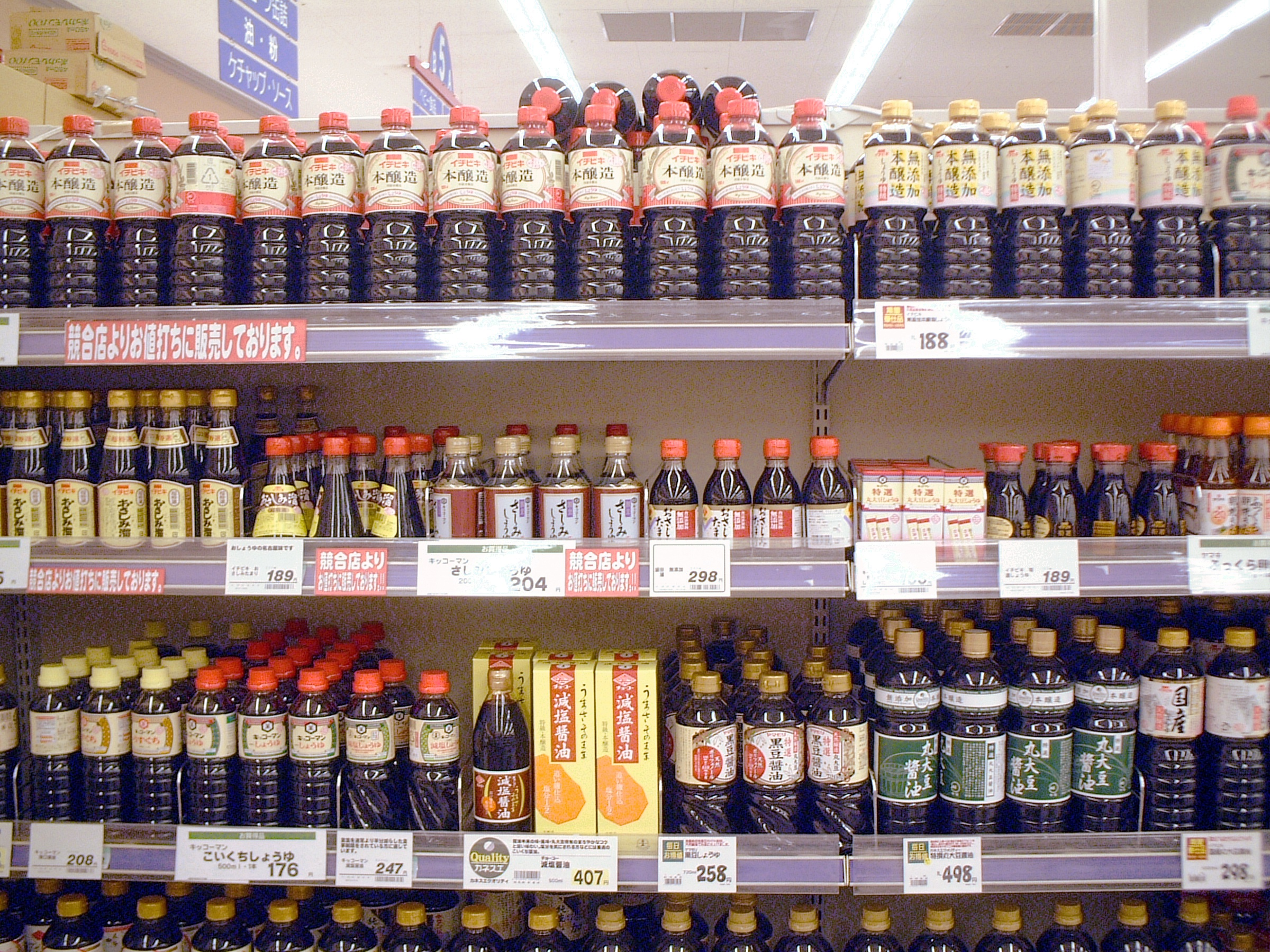
Vari tipi di salsa di soia disponibili nei supermercati giapponesi

Le salse di soia giapponesi utilizzano grano come ingrediente principale e questo tende a conferire loro un gusto leggermente più dolce rispetto alle salse cinesi; possiedono anche un certo gusto alcolico simile all'aroma di sherry. Generalmente i due tipi di salsa di soia non sono intercambiabili all'interno di una specifica ricetta.
- Koikuchi. Originaria della regione Kantō, il suo uso si è esteso in tutto il Giappone tanto da poter essere considerata la tipica salsa di soia giapponese. Viene prodotta a partire da quantità approssimativamente eguali di soia e grano.
- Usukuchi. Particolarmente popolare nella regione Kansai, è sia più salata che leggermente meno colorata rispetto alla koikuchi. Il colore più chiaro è legato all'uso dell'amazake, un liquido dolce ottenuto dalla fermentazione del riso.
- Tamari. Prodotta principalmente nella regione di Chūbu, è ottenuta principalmente dalla soia, con l'aggiunta di una piccola quantità di grano; di conseguenza assume colorazione più scura e un maggiore aroma rispetto alla koikuchi. È considerata la salsa di soia giapponese originale, in quanto strettamente correlata con quella originariamente introdotta dalla Cina.
- Shiro. Con colorazione molto leggera, è una salsa che al contrario della tamari è principalmente prodotta col grano, con una aggiunta molto piccola di soia.
- Saishikomi. Salsa di soia ottenuta dopo doppia fermentazione del koikuchi, di conseguenza risulta molto più scura e più fortemente aromatica.

### Salsa coreana
La salsa di soia coreana (ganjang) si può approssimativamente suddividere in due differenti tipi: la classica hansik ganjang e la più moderna gaeryang ganjang.
La salsa hansik ganjang è prodotta interamente da blocchi di soia fermentata (meju) e salamoia e in base alla durata dell'invecchiamento può essere chiara, media o scura. È un sottoprodotto del doenjang (pasta di soia fermentata) e, oltre al caratteristico sapore, possiede una colorazione più leggera ed è più salata rispetto alle altre varietà di ganjang coreane. Nella moderna cucina coreana viene principalmente usata nelle zuppe (guk) e nei piatti a base di vegetali stagionati (namul).
La salsa gaeryang ganjang, diventata la varietà più diffusa nella moderna cucina coreana, non viene prodotta col meju. Introdotta durante l'occupazione giapponese, solitamente ha un aspetto più scuro rispetto alla hansik ganjang.

## Utilizzo

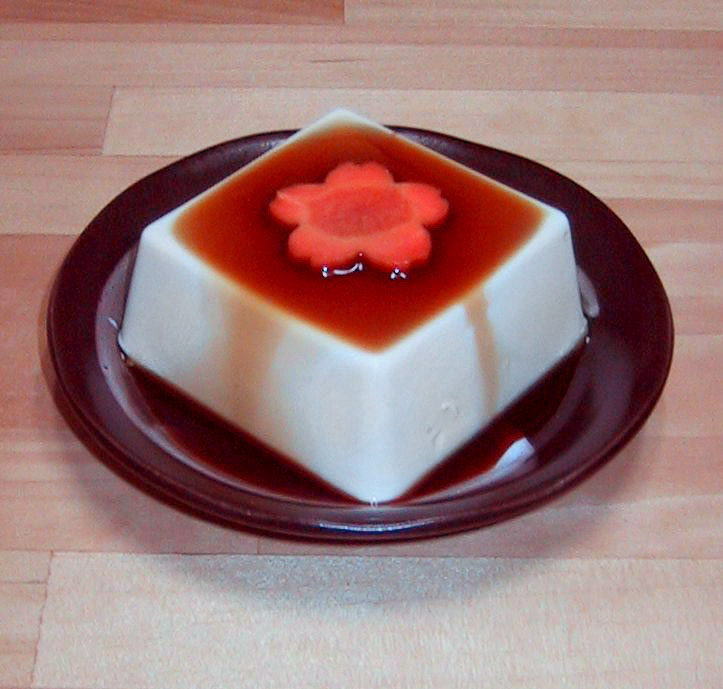
Tofu e carota con salsa di soia

La salsa di soia può essere utilizzata da sola ma si unisce bene anche con altri condimenti quali ad esempio aceto, succo di agrumi, zenzero, olio e sesamo. Normalmente trova il seguente utilizzo:
- condimento per carni, pesce, pasta, sushi, sashimi, tofu, ecc.;
- preparazione di marinate, salse per insalata ed altro tipo di salse;
- come ingrediente di cottura, per la preparazione di zuppe, minestre e ragù;
- come base o componente per altre salse più particolari (teriyaki, kabayaki, ecc.) alle quali dona un gusto più piacevole.